# Schans (Baarlo)

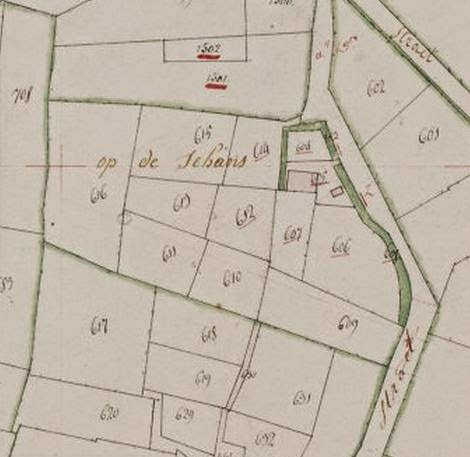
De schans op het kadastraal minuutplan uit de periode 1811-1832

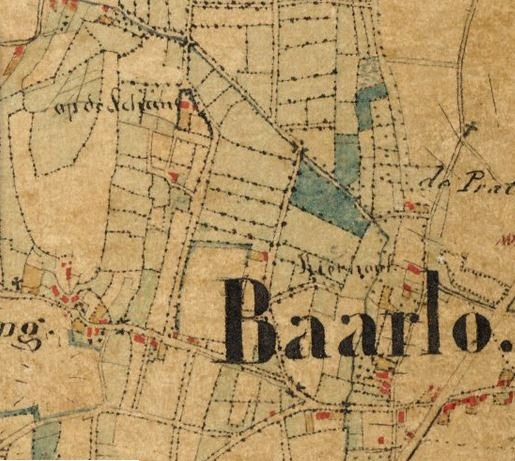
De schans op een oude militaire kaart

De schans bij Baarlo was een boerenschans in de Nederlandse gemeente Peel en Maas. De schans lag ten zuidoosten van buurtschap Soeterbeek niet ver van de Kwistbeek.

## Geschiedenis
In 1811-1832 werd de schans op een oude kadastrale kaart aangeduid als Op de Schans. Een militaire topografische kaart van onbekende datum toont een gracht.

## Constructie
De schans had een driehoekig plattegrond en werd omgeven door een watervoerende gracht.